# Methoxygruppe
En methoxygruppe betegner i organisk kemi en funktionel gruppe, der består af en methylgruppe bundet til oxygen. Det er derved et specialtilfælde af en alkoxygruppe. Den har formlen O–CH3.

## Forekomst
De enkleste methoxyforbindelser er methanol og dimethylether. Andre methoxyethere er anisol og vanillin. Mange alkoxider indeholder methoxygrupper, f.eks. tetramethylorthosilicat og titanmethoxid. Sådanne forbindelser klassificeres ofte som methoxider. Estere med en methoxygruppe kan omtales som methylestere, og —COOCH3--substituenten kaldes methoxycarbonyl.

### Methoxylering
Organiske methoxider fremstilles ofte ved methylering af alkoxider. Nogle arylmethoxider kan syntetiseres ved metalkatalyseret methylering af fenoler eller ved methoxylering af arylhalogenider.